# QSZ-92

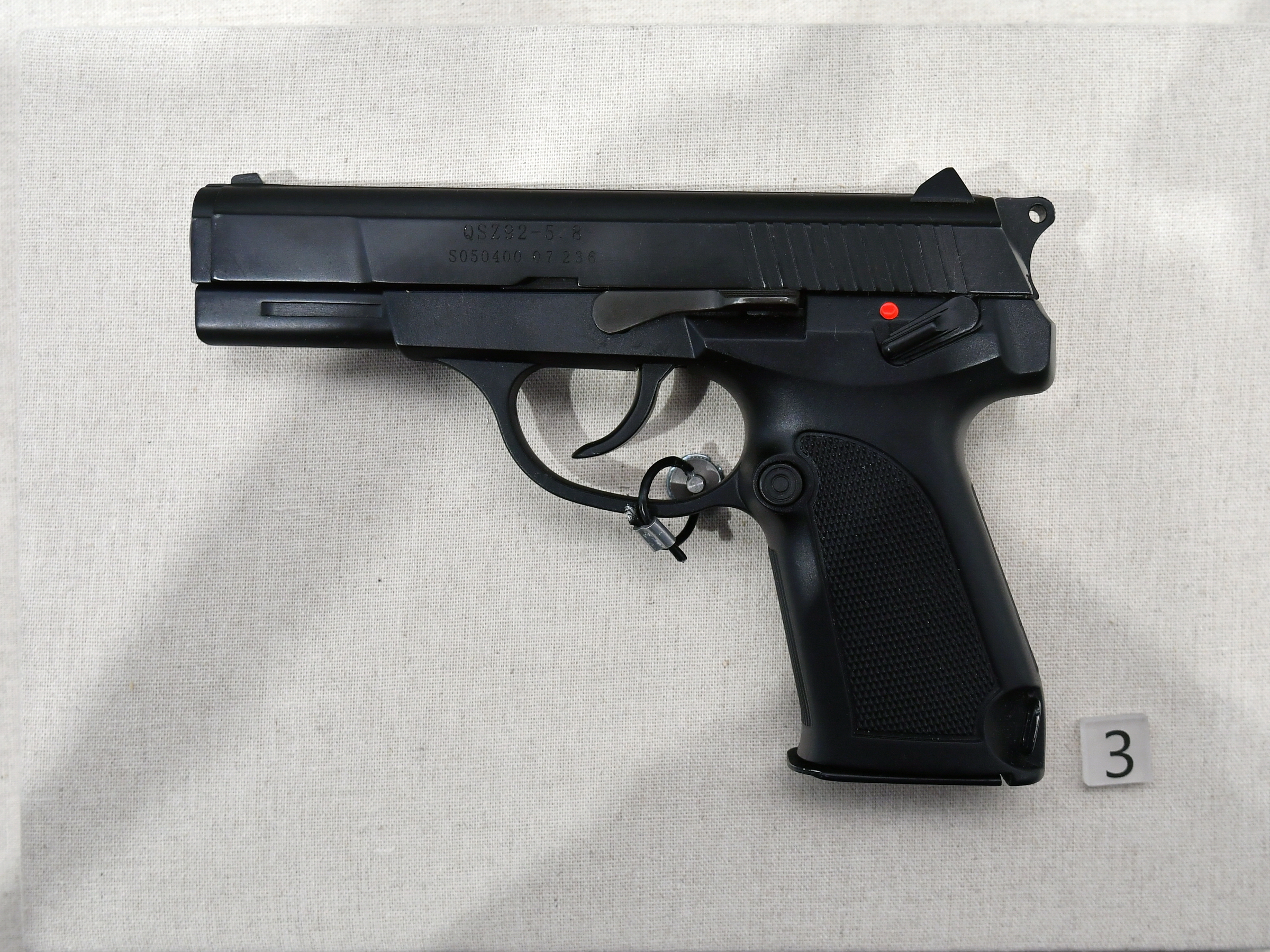
QSZ-92

Le QSZ-92 (chinois : 92式手槍) est un pistolet chinois semi-automatique conçu par Norinco. Il est en service dans l'armée chinoise depuis la fin des années 1990. Il est également utilisé par la police chinoise et par l'armée bangladaise.